# Bão tại Sri Lanka 2000
Bão tại Sri Lanka 2000 (định danh IMD: BOB 06, chỉ định JTWC: 04B) là xoáy thuận nhiệt đới đổ bộ lên Sri Lanka mạnh nhất kể từ năm 1978. Đây là cơn bão nhiệt đới thứ tư và cơn bão mạnh thứ hai trong mùa bão Bắc Ấn Độ Dương năm 2000. Bão phát triển từ một khu vực có thời tiết nhiễu loạn vào ngày 25 tháng 12 năm 2000. Bão di chuyển về phía tây, nhanh chóng mạnh lên và đạt tốc độ gió cao nhất là 75 mph (120 km/h). Bão tấn công miền đông Sri Lanka với cường độ cực đại, sau đó suy yếu chậm khi đi qua đảo trước khi tan trên miền nam Ấn Độ ngày 28 tháng 12.
Đây là cơn bão đầu tiên trên Sri Lanka với sức gió ít nhất đạt 110 mph (175 km/h) kể từ năm 1978. Bão gây ra mưa lớn và gió mạnh, làm hư hại, phá hủy hàng vạn ngôi nhà, 500 000 người mất nhà mất cửa. Ít nhất chín người chết.